# Saison 2013-2014 du Séville FC
Chronologie
Saison précédente Saison suivante
La saison 2013-2014 du Séville FC est la 112e saison du club. Le club s'impose pour la troisième fois en Ligue Europa en battant le Benfica Lisbonne en finale.

## Résumé de la saison
En début de saison, le colombien Carlos Bacca et le français Kevin Gameiro renforcent l'attaque du FC Séville. 
Le club se démarque en Ligue Europa où il remporte la compétition pour la troisième fois contre le Benfica Lisbonne. Lors d'un match disputé qui se solde par un nul, les deux équipes ne parviennent pas à marquer pendant les prolongations. Aux tirs au but, les Andalous se montrent plus décisifs en transformant quatre tirs contre deux et soulèvent le trophée, sept ans après leur dernière victoire.
En Liga, Séville finit cinquième avec 63 points.